# Панежда, Пётр Алексеевич
Пётр Алексеевич Панежда (28 июня 1916, Кожуховка, Киевская губерния — 10 марта 1979, Чугуев, Харьковская область) — сержант Рабоче-крестьянской Красной армии, участник Великой Отечественной войны, Герой Советского Союза (1943). Помощник командира взвода 75-й отдельной гвардейской разведывательной роты 72-й гвардейской стрелковой дивизии 7-й гвардейской армии Степного фронта.

## Биография
Пётр Панежда родился 28 июня 1916 года в селе Кожуховка Будаевской волости Киевского уезда (сейчас село относится к Фастовскому району Киевской области) в крестьянской семье. Учился в начальной школе. После обучения работал в сельском хозяйстве.
В 1939 году был призван в Красную армию. В боях Великой Отечественной войны с июля 1941 года. Воевал на Западном, Воронежском, Степном и 2-м Украинском фронтах. Летом 1943 года освобождал Чугуев. 25 сентября 1943 года Панежда со своими разведчиками пересёк Днепр для добычи ценных сведений. Началось форсирование Днепра главными силами дивизии, где он получил три ранения.
Указом Президиума Верховного Совета СССР от 26 октября 1943 года за «мужество и героизм, проявленные при форсировании Днепра и образцовое выполнение задания по разведке противника» сержант Пётр Панежда был удостоен высокого звания Героя Советского Союза с вручением ордена Ленина и медали «Золотая Звезда» за номером 2532.
После лечения он вновь вернулся на фронт. В последние дни войны в одном из боёв Панежда был тяжело контужен, потеряв речь и слух. Но он восстановился после длительного лечения.
После возвращения из госпиталя, Панежда устроился работать на мясокомбинате. Проживал в Чугуеве. Был членом Всесоюзного общества изобретателей и рационализаторов, а также автором нескольких рационализаторских проектов. Скончался 10 марта 1979 года.

## Память
Его имя высечено на памятнике воинам-землякам в Чугуеве, названа одна из улиц города.